# Róbert Vittek
Róbert Vittek,  né le 1er avril 1982 à Bratislava, est un footballeur international slovaque. Il est attaquant.

## Biographie

### En club
À l'âge de 17 ans, il signe un pré-contrat avec le Real Madrid mais ne porte jamais le maillot merengue à cause d'une rupture des ligaments croisés du genou. C'est donc dans son pays, au Slovan Bratislava qu'il se révèle. En 2003, il quitte la Slovaquie pour s'engager avec Nuremberg, qui évolue en Bundesliga 2. À la fin de la saison 2003-2004, Nuremberg remporte le titre en deuxième division et est promu en Bundesliga. C'est au printemps 2006 que Vittek explose : il inscrit 16 buts en 17 rencontres de Bundesliga (dont huit en l'espace de trois journées) lors des matchs retour en réalisant deux triplés consécutifs face à Duisbourg (3-0) et à Cologne (4-3). C'est la première fois qu'un joueur réussit cet exploit en Bundesliga.  Lors de la saison 2006-2007 il remporte la Coupe d'Allemagne avec Nuremberg en battant le nouveau champion d'Allemagne, Stuttgart, lors de la finale. Le 28 août 2008, il signe un contrat de 4 ans avec le LOSC.
Il ouvre son compteur but pour les Dogues lors de la victoire 3-0 sur Saint-Étienne en inscrivant le troisième but. Robert Vittek a été prêté au club turc d'Ankaragücü le 1er février 2010 pour une durée de six mois. 
Le 17 juin 2010, il est définitivement transféré au club turc d'Ankaragücü pour une somme avoisinant 2,1 millions d'euros, pour un contrat de deux ans.

### En équipe nationale
Le 1er mars 2006 il prend part à la victoire de la Slovaquie contre l'équipe de France au Stade de France (2-1).
Il rentre dans l'histoire en inscrivant le premier but de la Slovaquie en phase finale de Coupe du monde, le 15 juin 2010 contre la Nouvelle-Zélande en Afrique du Sud au Royal Bafokeng Stadium de Rustenburg. Ce but a failli être celui de la première victoire de la Slovaquie en Coupe du monde, mais la Nouvelle-Zélande égalisera à la 93e minute par Winston Reid. 
Durant ce même Mondial, il réalise un doublé le 24 juin face à l'Italie permettant à la Slovaquie d'accéder pour la première fois de son histoire aux huitièmes de finale et d'éliminer dans la foulée les tenants du titre terminant dernier du groupe F.  Il récidive de nouveau sur penalty face aux Pays-Bas en 1/8e de finale mais ne peut empêcher l'élimination de son pays. 

## Carrière
| Saison           | Club              | Pays      | Championnat  | Championnat | Championnat | Championnat  | Championnat  | Europe | Europe | Europe |
| Saison           | Club              | Pays      | Division     | Matchs      | Buts        | Cartons      | Cartons      | Coupe  | Matchs | Buts   |
| ---------------- | ----------------- | --------- | ------------ | ----------- | ----------- | ------------ | ------------ | ------ | ------ | ------ |
| Saison           | Club              | Pays      | Division     | Matchs      | Buts        | Carton jaune | Carton rouge | Coupe  | Matchs | Buts   |
| 1999 - 2000      | Slovan Bratislava | Slovaquie | Division 1   | 14          | 2           | -            | -            | -      | -      | -      |
| 2000 - 2001      | Slovan Bratislava | Slovaquie | Division 1   | 28          | 10          | -            | -            | C3     | 2      | 0      |
| 2001 - 2002      | Slovan Bratislava | Slovaquie | Division 1   | 27          | 14          | -            | -            | C3     | 3      | 1      |
| 2002 - 2003      | Slovan Bratislava | Slovaquie | Division 1   | 29          | 19          | -            | -            | -      | -      | -      |
| 2003 - 2004      | Slovan Bratislava | Slovaquie | Division 1   | 3           | 2           | -            | -            | -      | -      | -      |
| 2003 - 2004      | FC Nuremberg      | Allemagne | Bundesliga 2 | 27          | 9           | -            | -            | -      | -      | -      |
| 2004 - 2005      | FC Nuremberg      | Allemagne | Bundesliga   | 24          | 5           | -            | -            | -      | -      | -      |
| 2005 - 2006      | FC Nuremberg      | Allemagne | Bundesliga   | 30          | 16          | -            | -            | -      | -      | -      |
| 2006 - 2007      | FC Nuremberg      | Allemagne | Bundesliga   | 24          | 4           | -            | -            | -      | -      | -      |
| 2007 - 2008      | FC Nuremberg      | Allemagne | Bundesliga   | 17          | 0           | -            | -            | -      | -      | -      |
| 2008 - 2009      | Lille OSC         | France    | Ligue 1      | 26          | 5           | -            | -            | -      | -      | -      |
| 2009 - jan. 2010 | Lille OSC         | France    | Ligue 1      | 12          | 2           | -            | -            | C3     | 8      | 3      |
| fev. 2010 - 2010 | Ankaragücü        | Turquie   | Süperlig     | 12          | 5           | 1            | 0            | -      | -      | -      |
| 2010 - 2011      | Ankaragücü        | Turquie   | Süperlig     | 12          | 1           | 2            | 0            | -      | -      | -      |
| 2011 - 2012      | Trabzonspor       | Turquie   | Süperlig     | 1           | 0           | 0            | 0            | C1     | 1      | 0      |
| 2012 - 2013      | Trabzonspor       | Turquie   | Süperlig     | 2           | 1           | 0            | 0            | C3     | 1      | 0      |

## Palmarès
- Championnat de Slovaquie 2014.
- Vainqueur de la Coupe d'Allemagne 2007.
- Vainqueur de la Coupe de Slovaquie 2017 et 2018.
- Joueur slovaque de l'année 2006.

## Équipe nationale
- 82 sélections et 23 buts en équipe de Slovaquie depuis 2001
- Premier buteur slovaque de l'histoire de la coupe du monde et inscrit 4 buts pour sa première participation à la compétition